# Pantomallus rugosus
Pantomallus rugosus là một loài bọ cánh cứng trong họ Cerambycidae.